# 上迫博仁
上迫 博仁（うえさこ ひろと、1987年5月3日 - ）は、日本の男性総合格闘家、スポーツインストラクター。静岡県沼津市出身。NICE BAD GYM主宰。第7代DEEPフェザー級王者。

## 来歴
1987年、静岡県出身。幼少期より空手、柔道、レスリングなどに取り組む。専修大学時代の2009年には全日本学生レスリング選手権大会のグレコローマンスタイル74kg級で3位に入賞した。
2012年1月29日、「DEEP富士山祭り」でプロの総合格闘技にデビュー。2013年にはDEEPフューチャーキングトーナメント2013のライト級で優勝。2015年には「Road to UFC: Japan」の出場選手に選出されるも、練習中の負傷によりトーナメント欠場となった。

### DEEP
2017年7月15日、DEEP Cage Impact 2017 後楽園で行われたDEEPフェザー級王座決定戦で石司晃一と対戦し、サッカーボールキックでKOで勝利。第7代DEEPフェザー級王者となった。

### RIZIN
2019年8月18日、RIZIN初戦となったRIZIN.18で、のちにBellatorで6連勝するイーブス・ランドゥーと対戦し、ランドゥーのタックルにカウンターの膝蹴りを当ててそのままテイクダウンし、バックマウントからのパンチの連打で2R TKO勝ちを収めた。
2019年10月12日、RIZIN.19で行われたRIZINライト級GP1回戦でルイス・グスタボと対戦し、1Rにパンチを受けてダウンした際に瞼の上をカットしたことで出血によるドクターストップによるTKO負けとなった。
2019年12月29日、BELLATOR JAPAN内のRIZIN提供試合で矢地祐介と対戦し、ダウンを奪うなど優勢に試合を進めていたが、3R終了間際にダウンを奪われサッカーボールキックでTKO負けとなった。
2023年5月7日、DEEP 113 IMPACTでDEEPライト級タイトルマッチを行い、王者 大原樹理と対戦し、接戦となるも2-3の判定負け。王座獲得はならなかった。

## 戦績
| 総合格闘技 戦績 | 総合格闘技 戦績 | 総合格闘技 戦績 | 総合格闘技 戦績 | 総合格闘技 戦績 | 総合格闘技 戦績 | 総合格闘技 戦績 |
| --------------- | --------------- | --------------- | --------------- | --------------- | --------------- | --------------- |
| 29 試合         | (T)KO           | 一本            | 判定            | その他          | 引き分け        | 無効試合        |
| 17 勝           | 12              | 1               | 4               | 0               | 0               | 0               |
| 12 敗           | 3               | 2               | 7               | 0               | 0               | 0               |

| 勝敗 | 対戦相手               | 試合結果                                            | 大会名                                                      | 開催年月日     |
| ×    | ピナクル               | 5分3R終了 判定0-3                                   | DEEP 117 IMPACT                                             | 2023年12月10日 |
| ×    | 大原樹理               | 5分3R終了 判定2-3                                   | DEEP 113 IMPACT 【DEEPライト級タイトルマッチ】              | 2023年5月7日   |
| ○    | 石塚雄馬               | 3R 4:43 TKO（サッカーボールキック）                 | DEEP 111 IMPACT                                             | 2022年12月11日 |
| ○    | 北岡悟                 | 5分3R終了 判定2-1                                   | DEEP 108 IMPACT                                             | 2022年7月10日  |
| ×    | 松本光史               | 5分3R終了 判定0-3                                   | PANCRASE 319                                                | 2020年10月25日 |
| ×    | 矢地祐介               | 3R 4:33 TKO（サッカーボールキック）                 | BELLATOR JAPAN                                              | 2019年12月29日 |
| ×    | ルイス・グスタボ       | 1R 3:55 TKO（レフェリーストップ：カットでの出血）   | RIZIN.19 【RIZINライト級トーナメント 1回戦】                | 2019年10月12日 |
| ○    | イーブス・ランドゥー   | 2R 3:45 TKO（グラウンドパンチ）                     | RIZIN.18                                                    | 2019年8月18日  |
| ○    | サドゥロエフ・ソリホン | 2R 0:16 TKO（右ローキック）                         | PANCRASE 303                                                | 2019年3月17日  |
| ○    | 冨樫健一郎             | 3R 3:46 TKO（ドクターストップ：パンチによるカット） | PANCRASE 300                                                | 2018年10月21日 |
| ×    | 芦田崇宏               | 5分3R終了 判定1-4                                   | DEEP 81 IMPACT 【DEEPフェザー級タイトルマッチ】             | 2017年12月23日 |
| ○    | 岩瀬茂俊               | 1R 1:31 TKO                                         | DEEP 80 IMPACT                                              | 2017年10月21日 |
| ○    | 石司晃一               | 3R 2:29 TKO (サッカーボールキック)                  | DEEP CAGE IMPACT2017後楽園 【DEEPフェザー級タイトルマッチ】 | 2017年7月15日  |
| ○    | ガイデルモ             | 2R 0:23 TKO (スタンドパンチ連打)                    | DEEP 78 IMPACT                                              | 2017年3月18日  |
| ○    | ホン・ユンギ           | 1R 0:31 TKO (膝蹴り→パウンド)                       | ROAD FC 33                                                  | 2016年9月24日  |
| ×    | 長倉立尚               | 5分3R終了 判定0-3                                   | DEEP CAGE IMPACT 2016                                       | 2016年4月23日  |
| ○    | 大原樹理               | 1R 1:57 TKO (右フック→パウンド)                     | DEEP 73 IMPACT                                              | 2015年10月17日 |
| ○    | ソン.ジンス            | 5分2R終了 判定3-0                                   | DEEP 71 IMPACT                                              | 2015年2月28日  |
| ×    | 高橋憲次郎             | 5分2R終了 判定0-3                                   | DEEP 69 IMPACT                                              | 2014年10月26日 |
| ○    | 岡田充広               | 1R 5:00 TKO                                         | DEEP CAGE IMPACT 2014                                       | 2014年7月21日  |
| ○    | ユースケ・サンダースJr | 1R 2:27 [[[腕ひしぎ十字固め]]                       | DEEP富士山祭り2                                             | 2013年5月25日  |
| ○    | 野沢洋之               | 5分2R終了 判定 3-0                                  | DEEP TOKYO IMPACT 2013                                      | 2013年2月16日  |
| ○    | 戸田智春               | 1R 3:49 TKO                                         | DEEP TOKYO IMPACT 2013                                      | 2013年10月14日 |
| ○    | 小池秀信               | 1R 3:36 KO (右フック)                               | GRACHAN 9                                                   | 2013年4月29日  |
| ×    | 中原由貴               | 1R 2:52 フロントチョーク                            | GRACHAN 7                                                   | 2012年12月24日 |
| ×    | ライアン・ダンストン   | 5分3R終了 判定 0-3                                  | Fury MMA 4 - Uesako vs. Dunstan                             | 2012年8月10日  |
| ○    | 金枝祐修               | 5分2R終了 判定 3-0                                  | DEEP TOKYO IMPACT 2012                                      | 2012年4月29日  |
| ×    | 竹川光一郎             | 1R 3:07 TKO                                         | DEEP富士山祭り                                              | 2012年1月29日  |
| ×    | ヴァレリオ・ガロッシー | 2R 2:46 腕ひしぎ十字固め                            | FotR - Fighter of the Ring 2                                | 2010年4月18日  |

### アマチュア総合格闘技
| 勝敗 | 対戦相手 | 試合結果          | 大会名                                                                                    | 開催年月日     |
| ○    | 塚越和司 | 5分2R終了 判定3-0 | DEEPフューチャーキングトーナメント2013 【フューチャーキングトーナメント ライト級 決勝】   | 2013年12月22日 |
| ○    | 岸野紘樹 | 5分1R終了 判定2-1 | DEEPフューチャーキングトーナメント2013 【フューチャーキングトーナメント ライト級 準決勝】 | 2013年12月22日 |
| ○    | 崎山勲   | 5分1R終了 判定2-1 | DEEPフューチャーキングトーナメント2013 【フューチャーキングトーナメント ライト級 一回戦】 | 2013年12月22日 |

## 獲得タイトル
- DEEPフューチャーキングトーナメント ライト級 優勝（2013年）
- 第7代DEEPフェザー級王座（2017年）

### 試合映像
1. ↑  『【試合動画】RIZIN.18 上迫博仁 VS. イーブス・ランドゥー （公式ハイライト）』RIZIN公式YouTubeチャンネル、2019年。
2. ↑  『【試合映像】ルイス・グスタボ vs. 上迫博仁 / Luiz Gustavo vs. Hiroto Uesako - RIZIN.19』RIZIN公式YouTubeチャンネル、2019年。
3. ↑  『【試合映像】矢地祐介 vs. 上迫博仁 / Yusuke Yachi vs. Hiroto Uesako - BELLATOR JAPAN』RIZIN公式YouTubeチャンネル、2019年。

### 補足映像
1. ↑  『【番組】RIZIN CONFESSIONS #49（※番組内で試合映像。上迫博仁とルイス・グスタボによる試合振り返りドキュメンタリー番組）』RIZIN公式YouTubeチャンネル、2019年。
2. ↑  『【番組】RIZIN CONFESSIONS #56（※（※番組内で試合映像＆矢地祐介と上迫博仁による試合振り返りドキュメンタリー番組）』RIZIN公式YouTubeチャンネル、2019年。